# Mont Ventoux Dénivelé Challenges 2021
La 3e édition du CIC - Mont Ventoux Dénivelé Challenges fait partie du calendrier UCI Europe Tour 2021 en catégorie 1.1. Cette édition a lieu le 8 juin 2021.

## Équipes
Classée en catégorie 1.1 de l'UCI Europe Tour, le CIC - Mont Ventoux Dénivelé Challenges est par conséquent ouverte aux WorldTeams dans la limite de 50 % des équipes participantes, aux équipes continentales professionnelles, aux équipes continentales et aux équipes nationales.
Douze équipes participent à cette course : trois WorldTeams, sept équipes continentales professionnelles et deux équipes continentales.
| WorldTeams (7)- AG2R Citroën Team - Astana-Premier Tech - Cofidis - EF Education-Nippo - Groupama-FDJ - Movistar Team - Trek-Segafredo ProTeams (8)- Arkéa-Samsic - B&B Hotels p/b KTM - Burgos-BH - Caja Rural-Seguros RGA - Delko - Euskaltel-Euskadi - Equipo Kern Pharma - Total Direct Énergie Équipes continentales (5)- Bike Aid - Global 6 Cycling - Bahrain Cycling Academy - Saint Michel-Auber 93 - Electro Hiper Europa |
| |

## Parcours de la course
Le parcours 2021 peut être considéré comme une bonne préparation pour le Tour de France 2021, et notamment la 11ème étape, entre Sorgues - Malaucène. Au départ de Vaison-la-Romaine, les coureurs prennent la direction de Malaucène, pour bifurquer vers la commune de Suzette, dans les dentelles de Montmirail. Le trajet commence alors une première boucle, passant par le col de la madeleine, Bédoin, Flassan, le col de la Gabelle, Villes-sur-Auzon, le rocher du Cire, Monnieux, Sault, chalet Reynard, sommet du Mont Ventoux, descente sur Malaucène par le Mont Serein. La seconde boucle passe également par le col de la madeleine et Bédoin, pour monter directement au chalet Reynard, par la côte " classique ", empruntée habituellement par le Tour de France. Le parcours entre le passage à Sault et l'arrivée sera le même pour la double boucle de l'étape 11 du Tour de France.

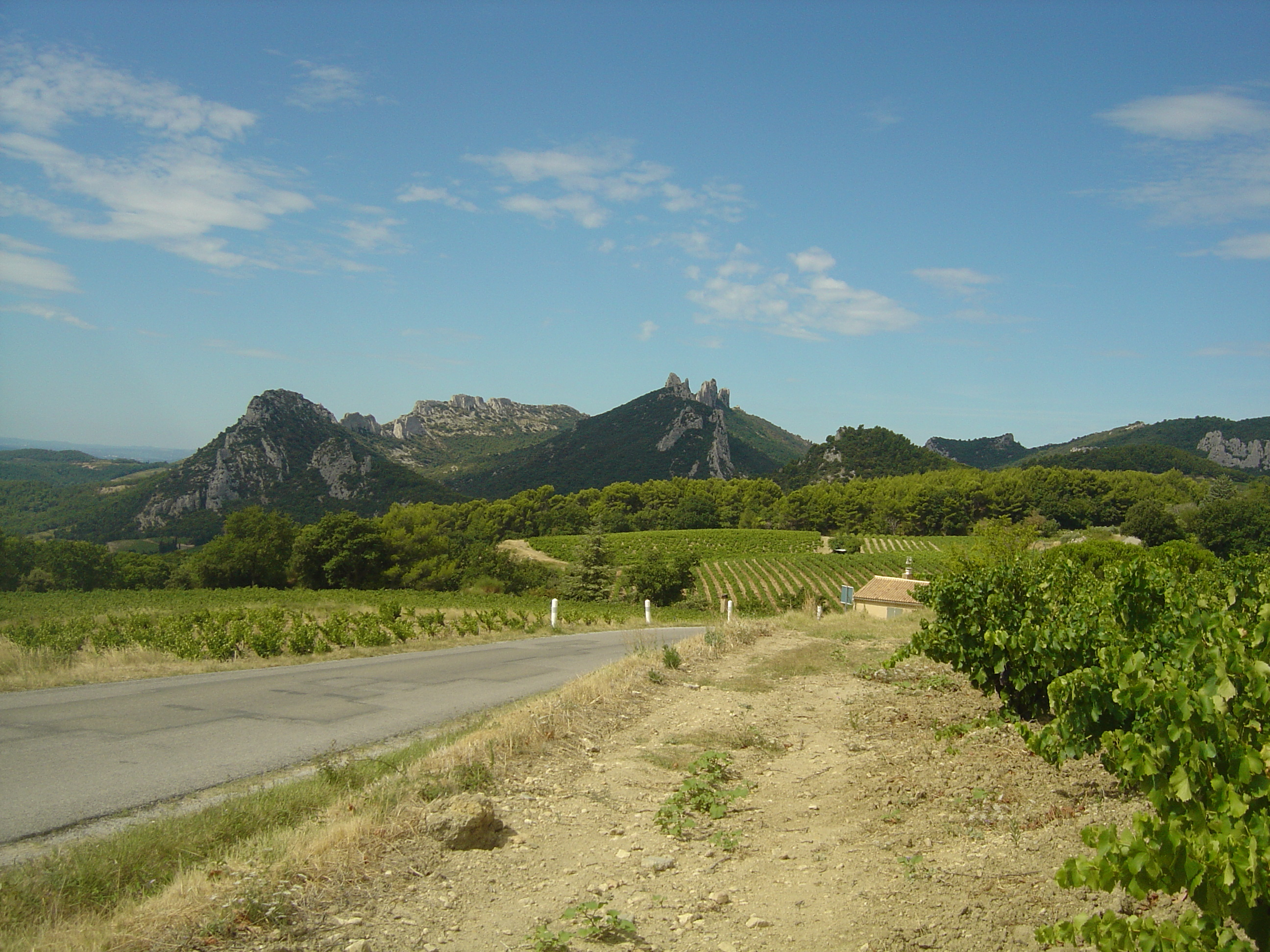
route commune de Suzette
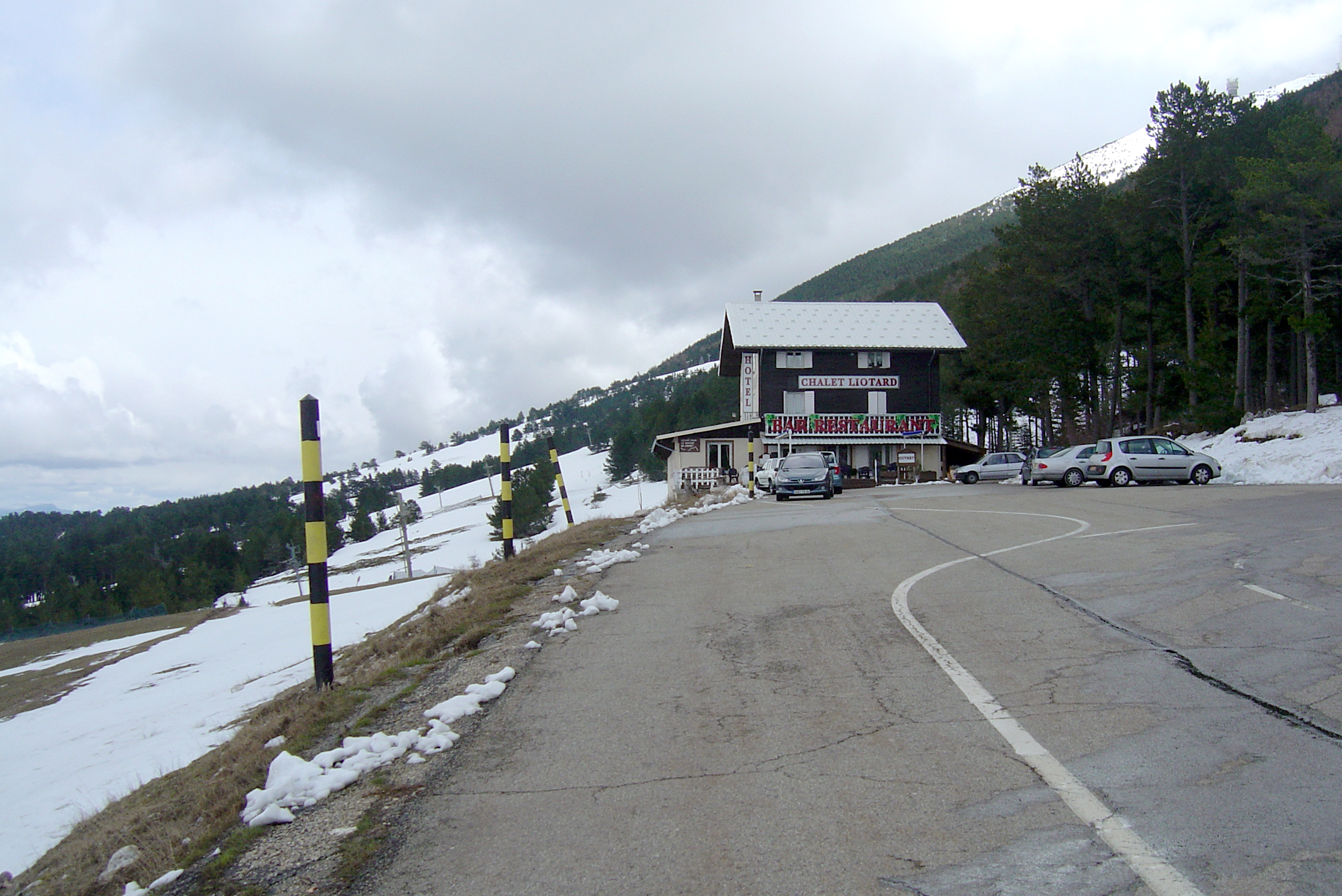
Chalet Liotard au Mont Serein
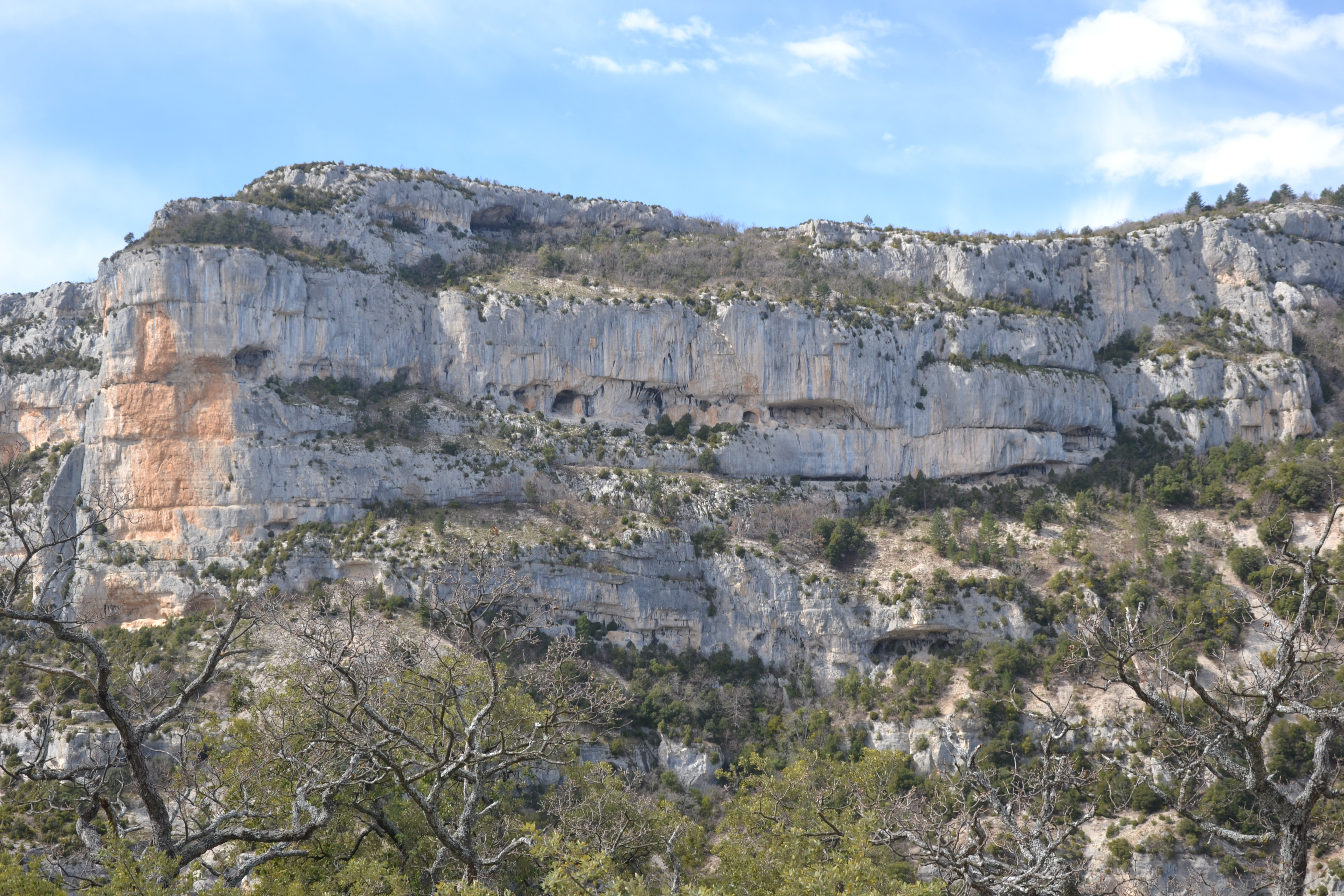
Rocher du Cire à Monieux
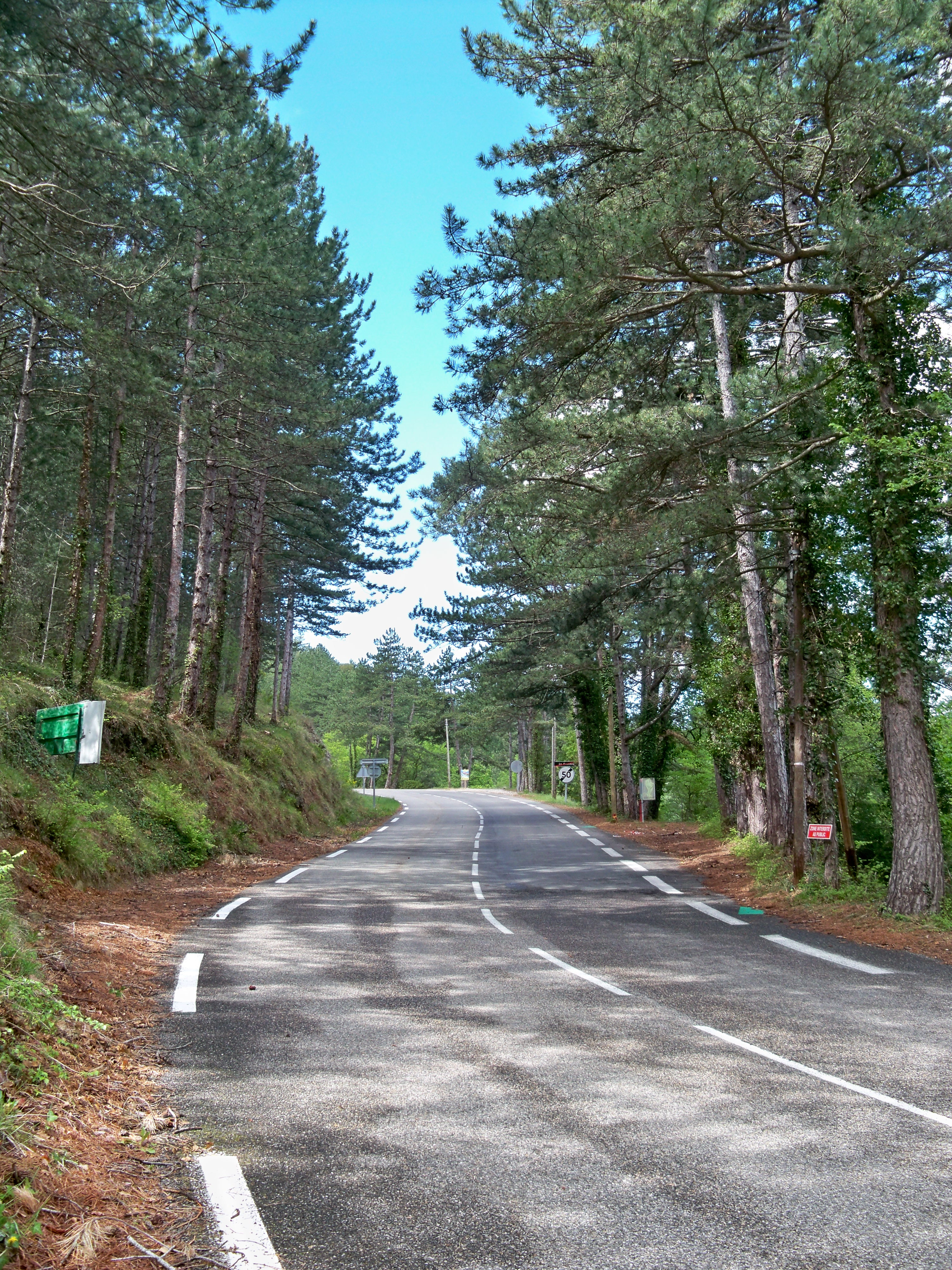
Route du Mont Ventoux à Malaucène

## Classement final
| \| Classement général \| Classement général \| Classement général \| Classement général \| Classement général \| \| Coureur \| Coureur \| Pays \| Équipe \| Temps \| \| ------------------ \| ---------------------------- \| ------------------ \| -------------------- \| ------------------ \| \| 1er \| Miguel Ángel López \| Colombie \| Movistar Team \| 4 h 30 min 04 s \| \| 2e \| Óscar Rodríguez Garaicoechea \| Espagne \| Astana-Premier Tech \| + 2 min 26 s \| \| 3e \| Enric Mas \| Espagne \| Movistar Team \| + 2 min 33 s \| \| 4e \| Ben O'Connor \| Australie \| AG2R Citroën Team \| + 3 min 30 s \| \| 5e \| Cristian Rodríguez \| Espagne \| Total Direct Énergie \| + 3 min 30 s \| \| 6e \| Kenny Elissonde \| France \| Trek-Segafredo \| + 4 min 02 s \| \| 7e \| Michel Ries \| Luxembourg \| Trek-Segafredo \| + 4 min 45 s \| \| 8e \| Simon Carr \| Royaume-Uni \| EF Education-Nippo \| + 5 min 41 s \| \| 9e \| Carlos Verona \| Espagne \| Movistar Team \| + 5 min 48 s \| \| 10e \| Geoffrey Bouchard \| France \| AG2R Citroën Team \| + 6 min 10 s \| |                              |             |                      |                 |
| |                              |             |                      |                 |
| Source : ProCyclingStats |                              |             |                      |                 |
| Classement général |                              |             |                      |                 |
| Coureur | Coureur                      | Pays        | Équipe               | Temps           |
| 1er | Miguel Ángel López           | Colombie    | Movistar Team        | 4 h 30 min 04 s |
| 2e | Óscar Rodríguez Garaicoechea | Espagne     | Astana-Premier Tech  | + 2 min 26 s    |
| 3e | Enric Mas                    | Espagne     | Movistar Team        | + 2 min 33 s    |
| 4e | Ben O'Connor                 | Australie   | AG2R Citroën Team    | + 3 min 30 s    |
| 5e | Cristian Rodríguez           | Espagne     | Total Direct Énergie | + 3 min 30 s    |
| 6e | Kenny Elissonde              | France      | Trek-Segafredo       | + 4 min 02 s    |
| 7e | Michel Ries                  | Luxembourg  | Trek-Segafredo       | + 4 min 45 s    |
| 8e | Simon Carr                   | Royaume-Uni | EF Education-Nippo   | + 5 min 41 s    |
| 9e | Carlos Verona                | Espagne     | Movistar Team        | + 5 min 48 s    |
| 10e | Geoffrey Bouchard            | France      | AG2R Citroën Team    | + 6 min 10 s    |

## Classements UCI
La course attribue le même nombre de points pour l'UCI Europe Tour 2021 et le Classement mondial UCI (pour tous les coureurs), avec le barème suivant :
| Position           | 1er | 2e | 3e | 4e | 5e | 6e | 7e et 8e | 9e | 10e | 11e | 12e | 13e à 15e | 16e à 25e |
| Classement général | 125 | 85 | 70 | 60 | 50 | 40 | 30       | 25 | 20  | 15  | 10  | 5         | 3         |

## Prix versés
La course attribue un total de 14 520 €, répartis comme suit :
| Position           | 1er     | 2e      | 3e      | 4e    | 5e    | 6e    | 7e et 8e | 10e à 25e |
| Classement général | 5 785 € | 2 895 € | 1 445 € | 715 € | 580 € | 435 € | 290 €    | 150 €     |

Le meilleur jeune, vainqueur du « trophée Lapierre », a 500 € d'attribué, le prix du meilleur combatif « Prix du public » a 300 € d'attribué.

## Liste des participants
| Astana-Premier Tech APT | Astana-Premier Tech APT            | Astana-Premier Tech APT |
| ----------------------- | ---------------------------------- | ----------------------- |
| Num                     | Coureur                            | Pos                     |
| 1                       | Merhawi Kudus (ERI)                |                         |
| 2                       | Gleb Brussenskiy (KAZ)             |                         |
| 3                       | Yevgeniy Fedorov (KAZ)             |                         |
| 4                       | Yuriy Natarov (KAZ)                |                         |
| 5                       | Benjamin Perry (CAN)               |                         |
| 6                       | Óscar Rodríguez Garaicoechea (ESP) |                         |
| 7                       | Nikita Stalnow (KAZ)               |                         |

| Trek-Segafredo TFS | Trek-Segafredo TFS            | Trek-Segafredo TFS |
| ------------------ | ----------------------------- | ------------------ |
| Num                | Coureur                       | Pos                |
| 11                 | Julien Bernard (FRA)          |                    |
| 12                 | Gianluca Brambilla (ITA)      |                    |
| 13                 | Giulio Ciccone (ITA)          |                    |
| 14                 | Kenny Elissonde (FRA)         |                    |
| 15                 | Amanuel Ghebreigzabhier (ERI) |                    |
| 16                 | Michel Ries (LUX)             |                    |
| 17                 | Jacopo Mosca (ITA)            |                    |

| Cofidis COF | Cofidis COF           | Cofidis COF |
| ----------- | --------------------- | ----------- |
| Num         | Coureur               | Pos         |
| 21          | Victor Lafay (FRA)    |             |
| 22          | Thomas Champion (FRA) |             |
| 23          | Nicolas Edet (FRA)    |             |
| 24          | Eddy Finé (FRA)       |             |
| 25          | José Herrada (ESP)    |             |
| 26          | Rémy Rochas (FRA)     |             |

| AG2R Citroën Team ACT | AG2R Citroën Team ACT        | AG2R Citroën Team ACT |
| --------------------- | ---------------------------- | --------------------- |
| Num                   | Coureur                      | Pos                   |
| 31                    | Geoffrey Bouchard (FRA)      |                       |
| 32                    | Clément Champoussin (FRA)    |                       |
| 33                    | Jaakko Hänninen (FIN)        |                       |
| 34                    | Ben O'Connor (AUS)           |                       |
| 35                    | Aurélien Paret-Peintre (FRA) |                       |
| 36                    | Nicolas Prodhomme (FRA)      |                       |
| 37                    | Lawrence Warbasse (USA)      |                       |

| Movistar Team MOV | Movistar Team MOV        | Movistar Team MOV |
| ----------------- | ------------------------ | ----------------- |
| Num               | Coureur                  | Pos               |
| 41                | Héctor Carretero (ESP)   |                   |
| 42                | Abner González (PUR)     |                   |
| 43                | Miguel Ángel López (COL) |                   |
| 44                | Enric Mas (ESP)          |                   |
| 45                | Mathias Norsgaard (DEN)  |                   |
| 46                | Antonio Pedrero (ESP)    |                   |
| 47                | Einer Rubio (COL)        |                   |

| Groupama-FDJ GFC | Groupama-FDJ GFC            | Groupama-FDJ GFC |
| ---------------- | --------------------------- | ---------------- |
| Num              | Coureur                     | Pos              |
| 51               | Matteo Badilatti (SUI)      |                  |
| 52               | Antoine Duchesne (CAN)      |                  |
| 53               | Simon Guglielmi (FRA)       |                  |
| 54               | Sébastien Reichenbach (SUI) |                  |
| 55               | Attila Valter (HUN)         |                  |
| 56               | Romain Seigle (FRA)         |                  |

| Équipe continentale Groupama-FDJ CGF | Équipe continentale Groupama-FDJ CGF | Équipe continentale Groupama-FDJ CGF |
| ------------------------------------ | ------------------------------------ | ------------------------------------ |
| Num                                  | Coureur                              | Pos                                  |
| 57                                   | Lorenzo Germani (ITA)                |                                      |

| EF Education-Nippo EFN | EF Education-Nippo EFN    | EF Education-Nippo EFN |
| ---------------------- | ------------------------- | ---------------------- |
| Num                    | Coureur                   | Pos                    |
| 61                     | William Barta (USA)       |                        |
| 62                     | Lawson Craddock (USA)     |                        |
| 63                     | Mitchell Docker (AUS)     |                        |
| 64                     | Lachlan Morton (AUS)      |                        |
| 65                     | Hideto Nakane (JPN)       |                        |
| 66                     | Magnus Cort Nielsen (DEN) |                        |
| 67                     | Logan Owen (USA)          |                        |

| Arkéa-Samsic ARK | Arkéa-Samsic ARK     | Arkéa-Samsic ARK |
| ---------------- | -------------------- | ---------------- |
| Num              | Coureur              | Pos              |
| 71               | Winner Anacona (COL) |                  |
| 72               | Maxime Bouet (FRA)   |                  |
| 73               | Miguel Flórez (COL)  |                  |
| 74               | Élie Gesbert (FRA)   |                  |
| 75               | Romain Hardy (FRA)   |                  |
| 76               | Dayer Quintana (COL) |                  |
| 77               | Diego Rosa (ITA)     |                  |

| Total Direct Énergie TDE | Total Direct Énergie TDE | Total Direct Énergie TDE |
| ------------------------ | ------------------------ | ------------------------ |
| Num                      | Coureur                  | Pos                      |
| 81                       | Mathieu Burgaudeau (FRA) |                          |
| 82                       | Jérémy Cabot (FRA)       |                          |
| 83                       | Valentin Ferron (FRA)    |                          |
| 84                       | Marlon Gaillard (FRA)    |                          |
| 85                       | Alexandre Geniez (FRA)   |                          |
| 86                       | Fabien Grellier (FRA)    |                          |
| 87                       | Cristian Rodríguez (ESP) |                          |

| B&B Hotels p/b KTM BBK | B&B Hotels p/b KTM BBK | B&B Hotels p/b KTM BBK |
| ---------------------- | ---------------------- | ---------------------- |
| Num                    | Coureur                | Pos                    |
| 91                     | Alan Boileau (FRA)     |                        |
| 92                     | Maxime Cam (FRA)       |                        |
| 93                     | Maxime Chevalier (FRA) |                        |
| 94                     | Cyril Gautier (FRA)    |                        |
| 95                     | Eliot Lietaer (BEL)    |                        |
| 96                     | Quentin Pacher (FRA)   |                        |
| 97                     | Pierre Rolland (FRA)   |                        |

| Delko DKO | Delko DKO                | Delko DKO |
| --------- | ------------------------ | --------- |
| Num       | Coureur                  | Pos       |
| 101       | Clément Berthet (FRA)    |           |
| 102       | Clément Carisey (FRA)    |           |
| 103       | Lucas De Rossi (FRA)     |           |
| 104       | José Manuel Díaz (ESP)   |           |
| 105       | Delio Fernández (ESP)    |           |
| 106       | Mathias Le Turnier (FRA) |           |
| 107       | Eduard Prades (ESP)      |           |

| Caja Rural-Seguros RGA CJR | Caja Rural-Seguros RGA CJR | Caja Rural-Seguros RGA CJR |
| -------------------------- | -------------------------- | -------------------------- |
| Num                        | Coureur                    | Pos                        |
| 111                        | Julen Amézqueta (ESP)      |                            |
| 112                        | Orluis Aular (VEN)         |                            |
| 113                        | Álvaro Cuadros (ESP)       |                            |
| 114                        | Jhojan García (COL)        |                            |
| 115                        | Jokin Murguialday (ESP)    |                            |
| 116                        | Joel Nicolau (ESP)         |                            |
| 117                        | Carmelo Urbano (ESP)       |                            |

| Euskaltel-Euskadi EUS | Euskaltel-Euskadi EUS | Euskaltel-Euskadi EUS |
| --------------------- | --------------------- | --------------------- |
| Num                   | Coureur               | Pos                   |
| 121                   | Ibai Azurmendi (ESP)  |                       |
| 122                   | Iker Ballarin (ESP)   |                       |
| 123                   | Mikel Bizkarra (ESP)  |                       |
| 124                   | Joan Bou (ESP)        |                       |
| 125                   | Garikoitz Bravo (ESP) |                       |
| 126                   | Mikel Iturria (ESP)   |                       |
| 127                   | Txomin Juaristi (ESP) |                       |

| Equipo Kern Pharma EKP | Equipo Kern Pharma EKP     | Equipo Kern Pharma EKP |
| ---------------------- | -------------------------- | ---------------------- |
| Num                    | Coureur                    | Pos                    |
| 131                    | Jaime Castrillo (ESP)      |                        |
| 132                    | José Félix Parra (ESP)     |                        |
| 133                    | Ibon Ruiz (ESP)            |                        |
| 134                    | Roger Adrià (ESP)          |                        |
| 135                    | Raúl García Pierna (ESP)   |                        |
| 136                    | Carlos García Pierna (ESP) |                        |
| 137                    | Jon Agirre (ESP)           |                        |

| Burgos-BH BBH | Burgos-BH BBH            | Burgos-BH BBH |
| ------------- | ------------------------ | ------------- |
| Num           | Coureur                  | Pos           |
| 141           | Daniel Navarro (ESP)     |               |
| 142           | Pelayo Sánchez (ESP)     |               |
| 143           | Ander Okamika (ESP)      |               |
| 144           | Juan Felipe Osorio (COL) |               |
| 145           | Alex Molenaar (NED)      |               |
| 146           | Óscar Cabedo (ESP)       |               |
| 147           | Ángel Madrazo (ESP)      |               |

| Bike Aid BAI | Bike Aid BAI               | Bike Aid BAI |
| ------------ | -------------------------- | ------------ |
| Num          | Coureur                    | Pos          |
| 151          | Erik Bergström Frisk (SWE) |              |
| 152          | Charles Kagimu (UGA)       |              |
| 153          | Salim Kipkemboi (KEN)      |              |
| 154          | Nikodemus Holler (GER)     |              |
| 155          | Mekseb Debesay (ERI)       |              |
| 156          | Justin Wolf (GER)          |              |
| 157          | Adne van Engelen (NED)     |              |

| Saint Michel-Auber 93 AUB | Saint Michel-Auber 93 AUB | Saint Michel-Auber 93 AUB |
| ------------------------- | ------------------------- | ------------------------- |
| Num                       | Coureur                   | Pos                       |
| 161                       | Stéphane Rossetto (FRA)   |                           |
| 162                       | Adrien Guillonnet (FRA)   |                           |
| 163                       | Morne van Niekerk (RSA)   |                           |
| 164                       | Flavien Maurelet (FRA)    |                           |
| 165                       | Yoann Paillot (FRA)       |                           |
| 166                       | Baptiste Bleier (FRA)     |                           |
| 167                       | Anthony Maldonado (FRA)   |                           |

| Global 6 Cycling GLC | Global 6 Cycling GLC             | Global 6 Cycling GLC |
| -------------------- | -------------------------------- | -------------------- |
| Num                  | Coureur                          | Pos                  |
| 171                  | James Mitri (NZL)                |                      |
| 172                  | Michał Paluta (POL)              |                      |
| 173                  | Antoine Berlin (MON)             |                      |
| 174                  | Nícolas Sessler (BRA)            |                      |
| 175                  | Bailey O'Donnell (NZL)           |                      |
| 176                  | Stepan Kourianov (RUS)           |                      |
| 177                  | Francesco Manuel Bongiorno (ITA) |                      |

| Electro Hiper Europa EHE | Electro Hiper Europa EHE       | Electro Hiper Europa EHE |
| ------------------------ | ------------------------------ | ------------------------ |
| Num                      | Coureur                        | Pos                      |
| 181                      | Miguel Ángel Ballesteros (ESP) |                          |
| 182                      | Óscar Pelegrí (ESP)            |                          |
| 183                      | Mateu Estelrich (ESP)          |                          |
| 184                      | Marcos Jurado (ESP)            |                          |
| 185                      | Víctor Martínez (ESP)          |                          |
| 186                      | Thomas Armstrong (GBR)         |                          |
| 187                      | Dávid Gábor Kovács (HUN)       |                          |

| Bahrain Cycling Academy BCA | Bahrain Cycling Academy BCA | Bahrain Cycling Academy BCA |
| --------------------------- | --------------------------- | --------------------------- |
| Num                         | Coureur                     | Pos                         |
| 191                         | Eusebio Pascual (ESP)       |                             |
| 192                         | Anass Aït El Abdia (MAR)    |                             |
| 193                         | Javier Gil (ESP)            |                             |
| 194                         | Raul Rico Bordera (ESP)     |                             |
| 195                         | Mansoor Jawad (BRN )        |                             |
| 196                         | Saied Jafer Alali (KUW)     |                             |
| 197                         | Ahmed Naser (BRN )          |                             |

| Astana-Premier Tech APT | Astana-Premier Tech APT            | Astana-Premier Tech APT |
| ----------------------- | ---------------------------------- | ----------------------- |
| Num                     | Coureur                            | Pos                     |
| 1                       | Merhawi Kudus (ERI)                |                         |
| 2                       | Gleb Brussenskiy (KAZ)             |                         |
| 3                       | Yevgeniy Fedorov (KAZ)             |                         |
| 4                       | Yuriy Natarov (KAZ)                |                         |
| 5                       | Benjamin Perry (CAN)               |                         |
| 6                       | Óscar Rodríguez Garaicoechea (ESP) |                         |
| 7                       | Nikita Stalnow (KAZ)               |                         |

| Trek-Segafredo TFS | Trek-Segafredo TFS            | Trek-Segafredo TFS |
| ------------------ | ----------------------------- | ------------------ |
| Num                | Coureur                       | Pos                |
| 11                 | Julien Bernard (FRA)          |                    |
| 12                 | Gianluca Brambilla (ITA)      |                    |
| 13                 | Giulio Ciccone (ITA)          |                    |
| 14                 | Kenny Elissonde (FRA)         |                    |
| 15                 | Amanuel Ghebreigzabhier (ERI) |                    |
| 16                 | Michel Ries (LUX)             |                    |
| 17                 | Jacopo Mosca (ITA)            |                    |

| Cofidis COF | Cofidis COF           | Cofidis COF |
| ----------- | --------------------- | ----------- |
| Num         | Coureur               | Pos         |
| 21          | Victor Lafay (FRA)    |             |
| 22          | Thomas Champion (FRA) |             |
| 23          | Nicolas Edet (FRA)    |             |
| 24          | Eddy Finé (FRA)       |             |
| 25          | José Herrada (ESP)    |             |
| 26          | Rémy Rochas (FRA)     |             |

| AG2R Citroën Team ACT | AG2R Citroën Team ACT        | AG2R Citroën Team ACT |
| --------------------- | ---------------------------- | --------------------- |
| Num                   | Coureur                      | Pos                   |
| 31                    | Geoffrey Bouchard (FRA)      |                       |
| 32                    | Clément Champoussin (FRA)    |                       |
| 33                    | Jaakko Hänninen (FIN)        |                       |
| 34                    | Ben O'Connor (AUS)           |                       |
| 35                    | Aurélien Paret-Peintre (FRA) |                       |
| 36                    | Nicolas Prodhomme (FRA)      |                       |
| 37                    | Lawrence Warbasse (USA)      |                       |

| Movistar Team MOV | Movistar Team MOV        | Movistar Team MOV |
| ----------------- | ------------------------ | ----------------- |
| Num               | Coureur                  | Pos               |
| 41                | Héctor Carretero (ESP)   |                   |
| 42                | Abner González (PUR)     |                   |
| 43                | Miguel Ángel López (COL) |                   |
| 44                | Enric Mas (ESP)          |                   |
| 45                | Mathias Norsgaard (DEN)  |                   |
| 46                | Antonio Pedrero (ESP)    |                   |
| 47                | Einer Rubio (COL)        |                   |

| Groupama-FDJ GFC | Groupama-FDJ GFC            | Groupama-FDJ GFC |
| ---------------- | --------------------------- | ---------------- |
| Num              | Coureur                     | Pos              |
| 51               | Matteo Badilatti (SUI)      |                  |
| 52               | Antoine Duchesne (CAN)      |                  |
| 53               | Simon Guglielmi (FRA)       |                  |
| 54               | Sébastien Reichenbach (SUI) |                  |
| 55               | Attila Valter (HUN)         |                  |
| 56               | Romain Seigle (FRA)         |                  |

| Équipe continentale Groupama-FDJ CGF | Équipe continentale Groupama-FDJ CGF | Équipe continentale Groupama-FDJ CGF |
| ------------------------------------ | ------------------------------------ | ------------------------------------ |
| Num                                  | Coureur                              | Pos                                  |
| 57                                   | Lorenzo Germani (ITA)                |                                      |

| EF Education-Nippo EFN | EF Education-Nippo EFN    | EF Education-Nippo EFN |
| ---------------------- | ------------------------- | ---------------------- |
| Num                    | Coureur                   | Pos                    |
| 61                     | William Barta (USA)       |                        |
| 62                     | Lawson Craddock (USA)     |                        |
| 63                     | Mitchell Docker (AUS)     |                        |
| 64                     | Lachlan Morton (AUS)      |                        |
| 65                     | Hideto Nakane (JPN)       |                        |
| 66                     | Magnus Cort Nielsen (DEN) |                        |
| 67                     | Logan Owen (USA)          |                        |

| Arkéa-Samsic ARK | Arkéa-Samsic ARK     | Arkéa-Samsic ARK |
| ---------------- | -------------------- | ---------------- |
| Num              | Coureur              | Pos              |
| 71               | Winner Anacona (COL) |                  |
| 72               | Maxime Bouet (FRA)   |                  |
| 73               | Miguel Flórez (COL)  |                  |
| 74               | Élie Gesbert (FRA)   |                  |
| 75               | Romain Hardy (FRA)   |                  |
| 76               | Dayer Quintana (COL) |                  |
| 77               | Diego Rosa (ITA)     |                  |

| Total Direct Énergie TDE | Total Direct Énergie TDE | Total Direct Énergie TDE |
| ------------------------ | ------------------------ | ------------------------ |
| Num                      | Coureur                  | Pos                      |
| 81                       | Mathieu Burgaudeau (FRA) |                          |
| 82                       | Jérémy Cabot (FRA)       |                          |
| 83                       | Valentin Ferron (FRA)    |                          |
| 84                       | Marlon Gaillard (FRA)    |                          |
| 85                       | Alexandre Geniez (FRA)   |                          |
| 86                       | Fabien Grellier (FRA)    |                          |
| 87                       | Cristian Rodríguez (ESP) |                          |

| B&B Hotels p/b KTM BBK | B&B Hotels p/b KTM BBK | B&B Hotels p/b KTM BBK |
| ---------------------- | ---------------------- | ---------------------- |
| Num                    | Coureur                | Pos                    |
| 91                     | Alan Boileau (FRA)     |                        |
| 92                     | Maxime Cam (FRA)       |                        |
| 93                     | Maxime Chevalier (FRA) |                        |
| 94                     | Cyril Gautier (FRA)    |                        |
| 95                     | Eliot Lietaer (BEL)    |                        |
| 96                     | Quentin Pacher (FRA)   |                        |
| 97                     | Pierre Rolland (FRA)   |                        |

| Delko DKO | Delko DKO                | Delko DKO |
| --------- | ------------------------ | --------- |
| Num       | Coureur                  | Pos       |
| 101       | Clément Berthet (FRA)    |           |
| 102       | Clément Carisey (FRA)    |           |
| 103       | Lucas De Rossi (FRA)     |           |
| 104       | José Manuel Díaz (ESP)   |           |
| 105       | Delio Fernández (ESP)    |           |
| 106       | Mathias Le Turnier (FRA) |           |
| 107       | Eduard Prades (ESP)      |           |

| Caja Rural-Seguros RGA CJR | Caja Rural-Seguros RGA CJR | Caja Rural-Seguros RGA CJR |
| -------------------------- | -------------------------- | -------------------------- |
| Num                        | Coureur                    | Pos                        |
| 111                        | Julen Amézqueta (ESP)      |                            |
| 112                        | Orluis Aular (VEN)         |                            |
| 113                        | Álvaro Cuadros (ESP)       |                            |
| 114                        | Jhojan García (COL)        |                            |
| 115                        | Jokin Murguialday (ESP)    |                            |
| 116                        | Joel Nicolau (ESP)         |                            |
| 117                        | Carmelo Urbano (ESP)       |                            |

| Euskaltel-Euskadi EUS | Euskaltel-Euskadi EUS | Euskaltel-Euskadi EUS |
| --------------------- | --------------------- | --------------------- |
| Num                   | Coureur               | Pos                   |
| 121                   | Ibai Azurmendi (ESP)  |                       |
| 122                   | Iker Ballarin (ESP)   |                       |
| 123                   | Mikel Bizkarra (ESP)  |                       |
| 124                   | Joan Bou (ESP)        |                       |
| 125                   | Garikoitz Bravo (ESP) |                       |
| 126                   | Mikel Iturria (ESP)   |                       |
| 127                   | Txomin Juaristi (ESP) |                       |

| Equipo Kern Pharma EKP | Equipo Kern Pharma EKP     | Equipo Kern Pharma EKP |
| ---------------------- | -------------------------- | ---------------------- |
| Num                    | Coureur                    | Pos                    |
| 131                    | Jaime Castrillo (ESP)      |                        |
| 132                    | José Félix Parra (ESP)     |                        |
| 133                    | Ibon Ruiz (ESP)            |                        |
| 134                    | Roger Adrià (ESP)          |                        |
| 135                    | Raúl García Pierna (ESP)   |                        |
| 136                    | Carlos García Pierna (ESP) |                        |
| 137                    | Jon Agirre (ESP)           |                        |

| Burgos-BH BBH | Burgos-BH BBH            | Burgos-BH BBH |
| ------------- | ------------------------ | ------------- |
| Num           | Coureur                  | Pos           |
| 141           | Daniel Navarro (ESP)     |               |
| 142           | Pelayo Sánchez (ESP)     |               |
| 143           | Ander Okamika (ESP)      |               |
| 144           | Juan Felipe Osorio (COL) |               |
| 145           | Alex Molenaar (NED)      |               |
| 146           | Óscar Cabedo (ESP)       |               |
| 147           | Ángel Madrazo (ESP)      |               |

| Bike Aid BAI | Bike Aid BAI               | Bike Aid BAI |
| ------------ | -------------------------- | ------------ |
| Num          | Coureur                    | Pos          |
| 151          | Erik Bergström Frisk (SWE) |              |
| 152          | Charles Kagimu (UGA)       |              |
| 153          | Salim Kipkemboi (KEN)      |              |
| 154          | Nikodemus Holler (GER)     |              |
| 155          | Mekseb Debesay (ERI)       |              |
| 156          | Justin Wolf (GER)          |              |
| 157          | Adne van Engelen (NED)     |              |

| Saint Michel-Auber 93 AUB | Saint Michel-Auber 93 AUB | Saint Michel-Auber 93 AUB |
| ------------------------- | ------------------------- | ------------------------- |
| Num                       | Coureur                   | Pos                       |
| 161                       | Stéphane Rossetto (FRA)   |                           |
| 162                       | Adrien Guillonnet (FRA)   |                           |
| 163                       | Morne van Niekerk (RSA)   |                           |
| 164                       | Flavien Maurelet (FRA)    |                           |
| 165                       | Yoann Paillot (FRA)       |                           |
| 166                       | Baptiste Bleier (FRA)     |                           |
| 167                       | Anthony Maldonado (FRA)   |                           |

| Global 6 Cycling GLC | Global 6 Cycling GLC             | Global 6 Cycling GLC |
| -------------------- | -------------------------------- | -------------------- |
| Num                  | Coureur                          | Pos                  |
| 171                  | James Mitri (NZL)                |                      |
| 172                  | Michał Paluta (POL)              |                      |
| 173                  | Antoine Berlin (MON)             |                      |
| 174                  | Nícolas Sessler (BRA)            |                      |
| 175                  | Bailey O'Donnell (NZL)           |                      |
| 176                  | Stepan Kourianov (RUS)           |                      |
| 177                  | Francesco Manuel Bongiorno (ITA) |                      |

| Electro Hiper Europa EHE | Electro Hiper Europa EHE       | Electro Hiper Europa EHE |
| ------------------------ | ------------------------------ | ------------------------ |
| Num                      | Coureur                        | Pos                      |
| 181                      | Miguel Ángel Ballesteros (ESP) |                          |
| 182                      | Óscar Pelegrí (ESP)            |                          |
| 183                      | Mateu Estelrich (ESP)          |                          |
| 184                      | Marcos Jurado (ESP)            |                          |
| 185                      | Víctor Martínez (ESP)          |                          |
| 186                      | Thomas Armstrong (GBR)         |                          |
| 187                      | Dávid Gábor Kovács (HUN)       |                          |

| Bahrain Cycling Academy BCA | Bahrain Cycling Academy BCA | Bahrain Cycling Academy BCA |
| --------------------------- | --------------------------- | --------------------------- |
| Num                         | Coureur                     | Pos                         |
| 191                         | Eusebio Pascual (ESP)       |                             |
| 192                         | Anass Aït El Abdia (MAR)    |                             |
| 193                         | Javier Gil (ESP)            |                             |
| 194                         | Raul Rico Bordera (ESP)     |                             |
| 195                         | Mansoor Jawad (BRN )        |                             |
| 196                         | Saied Jafer Alali (KUW)     |                             |
| 197                         | Ahmed Naser (BRN )          |                             |